# Harkivka, Mankivka
Harkivka (în ucraineană Харківка) este localitatea de reședință a comunei Harkivka din raionul Mankivka, regiunea Cerkasî, Ucraina.

## Demografie
Componența lingvistică a localității Harkivka
     Ucraineană (98,25%)
     Rusă (1,36%)
     Alte limbi (0,19%)
Conform recensământului din 2001, majoritatea populației localității Harkivka era vorbitoare de ucraineană (98,25%), existând în minoritate și vorbitori de rusă (1,36%).